# Trbovlje
Trbovlje (pronunciationⓘ es una localidad y municipio del centro de Eslovenia. Forma parte de la región tradicional de la Baja Estiria y en la actualidad está encuadrada en la región estadística Zasavska. La ciudad está a 89 km de Liubliana, la capital del país.
Situada en el valle de un afluente del río Sava, la zona destacaba por sus yacimientos de carbón. La minería comenzó en la zona en 1804. En 1849, Trbovlje pasó a estar conectada por el Ferrocarril del sur de Austria, lo que permitió un mayor desarrollo. Tras la desintegración de Yugoslavia y la independencia de Eslovenia, Trbovlje ha pasado a ser una ciudad administrativa y de comercio.
En la central eléctrica de Trbovlje se encuentra la que es la chimenea más alta de Europa, con una altura de 360 m.